# Гримани, Марино
Марино Гримани (итал. Marino Grimani; 1 июля 1532, Венеция — 25 декабря 1605, там же) — 89-й венецианский дож, правивший с 26 апреля 1595 года вплоть до своей смерти.
Марино Гримани был очень богатым и искусным правителем. В начале его правления Венецию охватили народные празднования, связанные с избранием Гримани на должность дожа и коронацией его жены. С началом нового XVII века начались ухудшения в отношениях между Венецианской республикой и Ватиканом, которые привели к наложению интердикта на Венецию папой Павлом V в период правления преемника Гримани Леонардо Донато (1606—1607).

## Биография
Марино Гримани был сыном Джироламо Гримани и Донаты Пизани. Член богатой и влиятельной венецианской семьи, он сделал быструю карьеру: вначале подеста в Брешии и Падуе, затем венецианский посол в Риме при папе, а потом советник дожа. За заслуги он даже был награждён титулом рыцаря. В Венеции люди очень любили его, так как он использовал своё богатство, чтобы войти в расположение к народу. Сенатор Гримани быстро стал одним из самых влиятельных людей в правительстве. Когда дож Паскуале Чиконья умер, у Гримани появился шанс взойти на пост главы Республики, однако у него были конкуренты в лице сенаторов Леонардо Донато и Якопо Фоскарини.

## Правление
После 70 туров голосований ни один из конкурентов не смог достичь кворума. С помощью «подарков», Гримани смог разделить оппозиционный блок своих противников и добиться нужного количества голосов. 26 апреля 1595 года, в возрасте 62 лет Марино Гримани был избран дожем. Народ долго праздновал избрание своего любимца. Только празднования подошли к концу, как 4 мая 1597 года они возобновились с новой силой в связи с коронацией догарессы (жены дожа) Морозины Морозини. По этому поводу она получила золотую розу от папы Климента VIII, а её супруг — частицу креста Христова. Затраты на праздники настолько возросли, что до конца XVII века подобные события в Венеции больше не повторялись. Между театральными постановками и банкетами жизнь Венеции текла радостно и беззаботно, в то время как тучи начинали сгущаться над республикой.

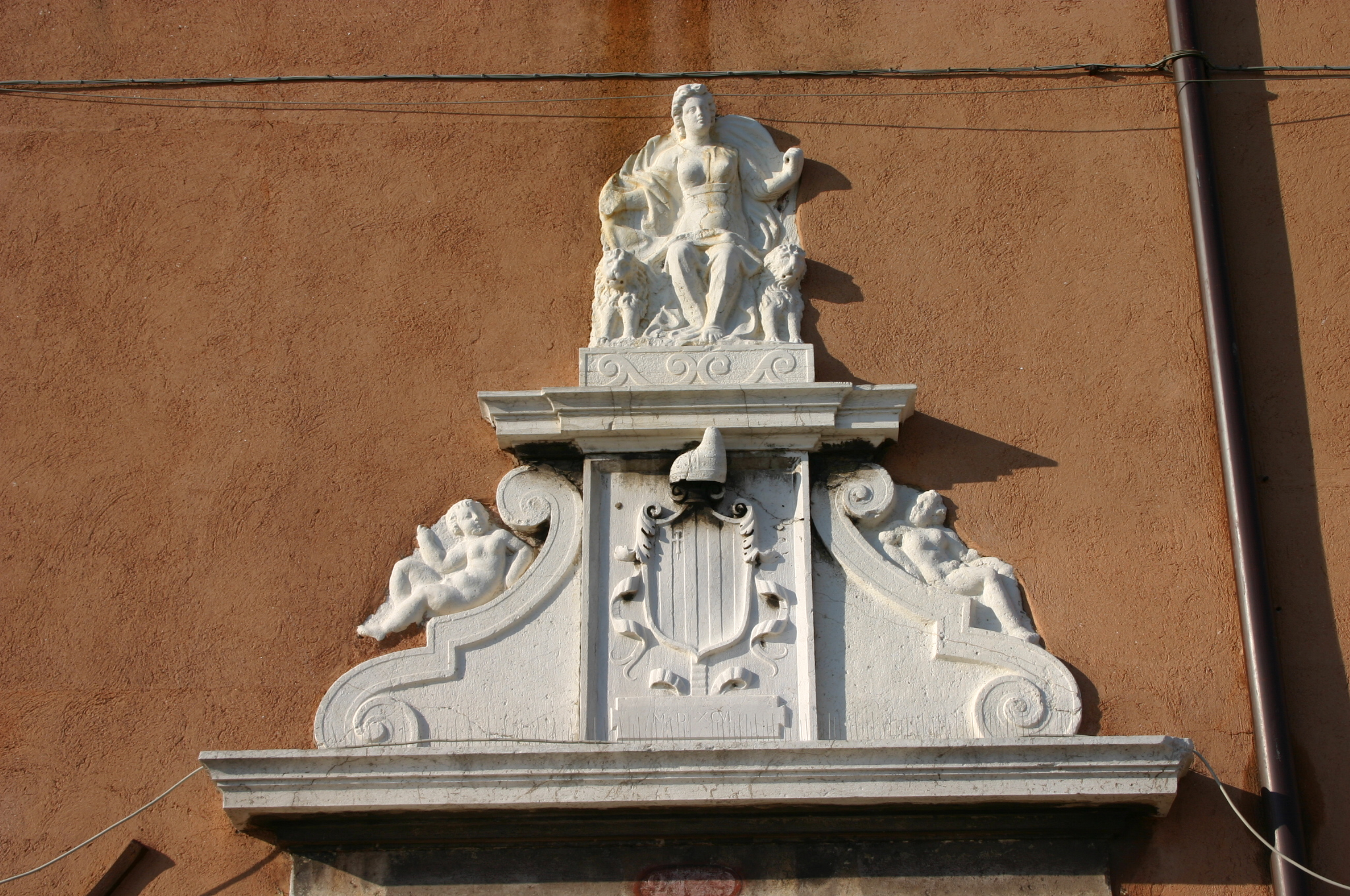
Портал с гербом дожа Марино Гримани на здании Продовольственного склада флота Венецианской республики на Рива-дельи-Скьявони в Венеции. 1596

Начиная с 1600 года, в отношениях между Венецианской республикой и папством начались трения. Инаугурация патриарха Градо стала первым камнем преткновения. В период с 1601 по 1604 годы в Венеции под руководством Марино Гримани были введены многочисленные законы, которые ограничивали влияние Ватикана на Венецианскую республику и лишали представителей духовенства многих привилегий. Напротив, эти законы обеспечивали государству больший контроль над религиозными структурами. В конце 1605 года, Святой Престол обвинил правительство республики в том, что оно забирает свободу у Церкви. Заявление было вызвано тем, что два венецианских священника, совершившие преступление, были лишены своих привилегий при вынесении приговора и осуждены как обычные преступники (к тому же, светским судом). 10 декабря того же года папа Павел V отправил в Венецию свой официальный протест, в котором он угрожал всем членам правительства отлучением от церкви и наложением интердикта на всю республику. Разногласия между Венецией и Римом начали приобретать международный размах, однако 25 декабря больной дож скончался, оставив республику в затруднительном положении. Он был похоронен в церкви Сан-Джузеппе-ди-Кастелло в районе Кастелло, где позже была погребена его жена, умершая через восемь лет.